# Liste der Wappen im Landkreis Weilheim-Schongau
Die Liste der Wappen im Landkreis Weilheim-Schongau zeigt die Wappen der Gemeinden im bayerischen Landkreis Weilheim-Schongau.

## Landkreis Weilheim-Schongau

Landkreis Weilheim-Schongau Unter goldenem Schildhaupt, darin ein schreitender, herschauender, rot bewehrter und rot bezungter schwarzer Löwe, in Blau ein goldener Abtsstab, dem ein silberner Schlägel und ein silberner Hammer schräg gekreuzt unterlegt ist.
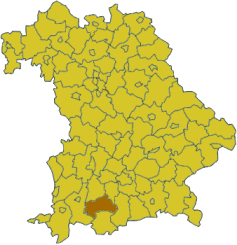
Lage des Landkreises Weilheim-Schongau in Bayern
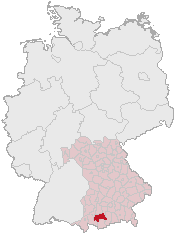
Lage des Landkreises Weilheim-Schongau in Deutschland
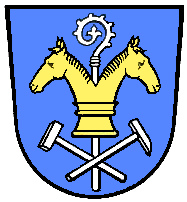
Landkreis Weilheim i.OB. (–1972) In Blau ein aufrechter silberner Abtstab, belegt oben mit einem goldenen Doppelspringer, unten mit silbernem Schlegel und silbernem Hammer in schräger Kreuzung.
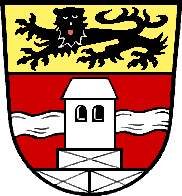
Landkreis Schongau (–1972) Unter goldenem Schildhaupt, darin ein schreitender, herschauender, rot bewehrter schwarzer Löwe, in Rot ein auf drei, eins zu zwei gestellten silbernen Quadersteinen stehender silberner Turm, dem ein silberner Wellenbalken unterlegt ist.

## Wappen der Städte, Märkte und Gemeinden

Gemeinde Altenstadt In Rot die silberne Basilika von Altenstadt mit goldenen Dächern, hinter dem Langhaus aufwachsend ein golden bewehrter silberner Greifenlöwe.
Gemeinde Antdorf Gespalten; vorne in Blau unter einer silbernen Sichel schräg gekreuzt ein silbernes Schwert und ein silberner Schlüssel, hinten dreimal gespalten von Gold und Rot, im linken silbernen Obereck eine blaue heraldische Lilie.
Gemeinde Bernbeuren Geteilt von Rot und Silber; oben ein durchgehendes silbernes Balkenkreuz, unten ein roter Dreiberg im Schildfuß.
Gemeinde Bernried am Starnberger See In Gold ein mit fünf silbernen Glocken belegter schwarzer Schrägbalken.
Gemeinde Böbing Unter silbernem Schildhaupt, darin ein durchgehendes rotes Kreuz, in Blau eine bewurzelte goldene Buche.
Gemeinde Burggen Im Zinnenschnitt geteilt von Silber und Blau mit einem Pfahl in verwechselten Farben, dem unten ein grüner Föhrenzweig aufgelegt ist.[1]
Gemeinde Eberfing In Gold ein rot gezungter, schwarzer Eber über einem mit zwei silbernen Pfeilen belegten blauen Schräglinksbalken.
Gemeinde Eglfing Über grünem Dreiberg in Rot ein goldener Sparren, dem ein silberner Wagenkipf aufgelegt ist.
Gemeinde Habach In Blau ein silberner Regenbogen, darüber ein silbernes Ulrichskreuz, beseitet rechts von einer goldenen Ähre, links von einem senkrechten goldenen Eichenblatt, darunter ein goldenes Mühlrad.
Gemeinde Hohenfurch Gespalten von Silber und Grün; vorne ein aus dem vorderen Schildrand wachsender schwarzer Stier mit roten Hörnern, hinten ein goldener Drache.
Gemeinde Hohenpeißenberg In Blau eine bewurzelte Buche, belegt mit einem silbernen Hammer und einem silbernen Bergmannsschlägel an goldenen Griffen in schräger Kreuzung.
Gemeinde Huglfing Über blauem Schildfuß, darin ein liegendes, nach links gerichtetes silbernes Kreuz, in Silber ein auffliegender roter Falke.
Gemeinde Iffeldorf Über blauem Wellenschildfuß, darin ein kleeförmig ausgeschnittenes silbernes Seeblatt, in Silber ein von Schwarz und Rot geteilter Schrägbalken, darüber eine blaue heraldische Lilie.
Gemeinde Ingenried Gespalten von Silber und Rot; vorne ein senkrecht gestellter blauer Rost, hinten ein silberner Greifenlöwe.
Gemeinde Oberhausen In Rot drei schmale gebogene silberne Balken, darunter schräg gekreuzt eine goldene Ähre und ein goldener Hammer.
Gemeinde Obersöchering Unter grünem Kleeblattschildhaupt in Silber ein senkrechter roter Schlüssel, überdeckt mit einem schräglinken grünen Palmzweig.
Gemeinde Pähl Über einem von Weiß und Blau geweckten Schildfuß in Gold ein aufgerichteter, rot bewehrter schwarzer Bär.
Markt Peiting Die bayerischen Rauten, überdeckt mit einem breiten roten Schräglinksbalken.
Markt Peißenberg In Schwarz über drei zwei zu eins gestellten goldenen Bienen schwebend ein silberner Schlägel und ein silbernes Eisen mit goldenen Griffen in schräger Kreuzung.
Stadt Penzberg Unter von Silber und Blau in drei Reihen geschachtem Schildhaupt, belegt mit einem schwarzen Hammer und einem schwarzen Schlägel in schräger Kreuzung, in Blau auf grünem Boden schreitend ein silbernes Lamm, das die Kreuzfahne an goldenem Stab hält.
Gemeinde Polling In Rot ein schwebendes goldenes Kreuz.
Gemeinde Prem Geteilt durch einen schmalen blauen Balken, der mit drei liegenden silbernen Rauten belegt ist, von Silber und Gold; oben ein wachsender roter Greifenlöwe mit einer senkrechten Flößerstange in den Pranken; unten auf grünem Boden ein grüner Lorbeerbaum, beiderseits je ein fünfstrahliger blauer Stern.
Gemeinde Raisting Geteilt von Blau und Gold; oben ein goldenes Posthorn, unten wachsend die blaue Krümme eines Abtstabes.
Gemeinde Rottenbuch In Silber eine bewurzelte rote Buche mit sieben Blättern.
Stadt Schongau In Gold ein schwarzer Adler mit roter Zunge, im Brustschild die bayerischen Rauten.
Gemeinde Schwabbruck Gespalten von Rot und Silber, darin ein Greifenlöwe in verwechselten Farben.
Gemeinde Schwabsoien In Silber eine eingeschweifte blaue Spitze, darin ein silbernes Mühlrad, vorne beseitet von einem roten Lilienstab, hinten von einem roten Bischofsstab, dessen Krümme in einen Kiefernzapfen ausläuft.
Gemeinde Seeshaupt In Blau ein schräg liegender silberner Fisch.
Gemeinde Sindelsdorf In Rot ein silbernes Balkenkreuz, dessen Querbalken einen vorne stehenden goldenen Abtstab überdeckt; im linken oberen Winkel ein goldenes Widderhorn, im linken unteren Winkel ein sechsstrahliger goldener Stern.
Gemeinde Steingaden Gespalten; vorne in Rot ein silberner linkshin schreitender Greifenlöwe, hinten in Silber ein roter, auf drei Quadersteinen stehender Turm.
Stadt Weilheim i.OB In Silber eine rote Burg mit drei Zinnentürmen, deren mittlerer höher ist, und offenem Tor mit goldenen Torflügeln.
Gemeinde Wessobrunn In Rot unter einem silbernen Säulenkapitell zwei schräg gekreuzte silberne Schlüssel.
Gemeinde Wielenbach In Silber ein blauer Wellenbalken; oben schräg gekreuzt ein roter Schlüssel und ein gestümmelter roter Ast, unten ein schwarzer, silbern bewehrter Eberrumpf.
Gemeinde Wildsteig Geteilt von Silber und Blau; oben eine bewurzelte rote Buche, unten auf silbernem Hügel ein goldener Bienenkorb in Rundform.

## Ehemalige Gemeinden mit eigenem Wappen

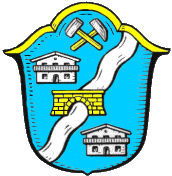
Gemeinde Ammerhöfe